# Synchaeta lakowitziana
Synchaeta lakowitziana är en hjuldjursart som beskrevs av Lucks 1930. Synchaeta lakowitziana ingår i släktet Synchaeta och familjen Synchaetidae. Arten är reproducerande i Sverige.

## Underarter
Arten delas in i följande underarter:
- S. l. arctica
- S. l. lakowitziana